# Пиньейрос (футбольный клуб, Сан-Паулу)
«Спортивный клуб Пиньейрос» (порт.-браз. Esporte Clube Pinheiros) — бывший бразильский футбольный клуб из города Сан-Паулу. При создании назывался «Спорт клуб Жермания» (порт.-браз. Sport Club Germânia). Сейчас футбольный клуб не существует, однако функционирует футбольная секция.

## История
«Спорт клуб Жермания» был основан 7 сентября 1899 года. Его основателем является этнический немец Ханс Нобилинг, который хотел создать команду, в которой играли бы члены местной немецкой колонии. Цвета «Жермании» были выбраны аналогичными существующему клубу из их родины «Гамбургу» — синий и чёрный.
3 мая 1902 «Жермания» стала участником первого в истории чемпионата штата Сан-Паулу футбольного матча, в котором проиграла клубу «Маккензи Коллеж» со счётом 1:2. В 1906 году команда выиграла чемпионат штата, а затем повторила это достижение в 1915 году. В 1916 году «Жермания» отказалась от участия в чемпионате штата, вернувшись лишь в 1921 году. И только в 1926 году команда смогла возвратиться на ведущие места в первенстве, выиграв серебряные медали. В 1932 году, с приходом в Бразилию профессионального футбола, «Жермания» перестала содержать футбольную команду. Однако у клуба осталась футбольная секция, где до сих пор обучают футболу детей и взрослых. С началом Второй мировой войны руководство «Жермании» приняло решение о переименовании клуба в «Спортивный клуб Пиньейрос».

## Достижения
- Чемпион штата Сан-Паулу: 1906, 1915